# O Figueiredo (Villamarín)
O Figueiredo es una aldea situada en la parroquia de Villamarín, del municipio español de Villamarín, en la provincia de Orense, Galicia.

## Demografía
| Gráfica de evolución demográfica de O Figueiredo entre 2000 y 2023 |
|                                                                    |
| Datos según el nomenclátor publicado por el INE.                   |